# Brachycythara
Brachycythara là một chi ốc biển, là động vật thân mềm chân bụng sống ở biển trong họ Conidae, họ ốc cối.

## Các loài
Các loài thuộc chi Brachycythara bao gồm:
- Brachycythara alba (Adams C. B., 1850)[2]
- Brachycythara atlantidea (Knudsen, 1952)[3]
- Brachycythara barbarae Lyons, 1972[4]
- Brachycythara beatriceae Mariottini, 2007[5]
- Brachycythara biconica (C. B. Adams, 1850)[6]
- Brachycythara brevis (Adams C. B., 1850)[7]
- Brachycythara galae Fargo, 1953[8]
- Brachycythara multicincta Rolan & Espinosa, 1999[9]
- Brachycythara multicinctata Rolán & Espinosa, 1999[10]
- Brachycythara stegeri Nowell-Usticke, 1959[11]